# Liste des évêques d'Acqui
 (février 2025).
Si vous disposez d'ouvrages ou d'articles de référence ou si vous connaissez des sites web de qualité traitant du thème abordé ici, merci de compléter l'article en donnant les références utiles à sa vérifiabilité et en les liant à la section « Notes et références ».
Cette liste recense les évêques qui se sont succédé sur le siège du diocèse d'Acqui.

## Évêques
- Maggiorino (IVe siècle)
- Massimo (IVe siècle)
- Severo (IVe siècle)
- Andrea (Ve siècle)
- Adeodato (Ve siècle)
- Ditario (Ve siècle)
- Sifidio (VIe siècle)
- Sedaldo (VIe siècle)
- Primo (VIe siècle)
- Valentino (VIIIe siècle)
- Tito (VIIIe siècle)
- Odalberto (IXe siècle)
- Ragano (IXe siècle)
- Bodone (IXe siècle)
- Sedaldo (IXe siècle)
- Badone (Xe siècle)
- Dodone (Xe siècle)
- Restaldo (Xe siècle)
- Adalgiso (Xe siècle)
- Gotofredo (Xe siècle)
- Benedetto (Xe siècle)
- Arnaldo (Xe siècle)
- Primo II (Xe-XIe siècle)
- Brunengo (XIe siècle)
- Dudone (? - 1033 )
- Saint Guido Ier (1034 - 1070 )
- Opizzone (1070 - 1073)
- Alberto (1073 - 1096 o 1097)
- Azzone (1098 - 1135)
- Uberto (1137 ? - 1148)
- Enrico (1149 - 1153 ?)
- Guglielmo (1153 - 1169)
- Galdino o Gaudino (1169 - 1177)
- Uberto II (1177 - 1183)
- Ugo Tornielli (1183 - 1213 dimesso)
- Anselmo I (1213 - ?)
- Ottone I (1231 - 1238)
- Giacomo di Castagnole (1239 - 1240)
- Guglielmo II (1240 - 1251)
- Alberto dei Marchesi di Incisa (1251 - 1252)
- Enrico (1252 - 1258 deceduto)
- Alberto II (1252 - 1258?)
- Guido II (1266)
- Bandino (1276)
  - Tommaso da Camona (1277 - 1277 )
- Gandolfo, O.S.B. (1277 - 1282 )
- Anselmo II (1282 - ?)
- Ottone II (1287 - 1288)
  - Oggero Cellino (1288 - 1304)
- Oddone Belingeri (1305 - 1334)
- Ottobono del Carretto (1335 - 1342)
- Guido II dei Marchesi di Incisa (1342 - 1367)
- Evordo (1367 - 1369 ?)
- Giovanni (1370 ? - 1373)
- Giacomo dei Marchesi di Incisa (1373 - 1379)
- Francesco (1379 - 1380)
  - Corrado Malaspina, O.F.M. (11 septembre 1380 - ?) (schismatique)
  - Beroaldo  (1382 - ?) (schismatique)
  - Valentino (1388 - ?) (schismatique)
- Enrico Scarampi (février 1396 - 10 avril 1403)
  - Guido  (1400 - ?) (anti-évêque)
  - Roberto (1403 - ?) (anti-évêque)
- Bonifacio da Corgnato, O.F.M. (5 mai 1403 - ?)
- Percivalle Sigismondo (1411 - 1421)
- Matteo Gisalberti (1423 - 1425)
- Francesco Piccolpasso (1426 - 2 juin 1427)
- Bernardo (1427 - 1437 )
- Bonifacio II di Sigismondo (1437 - 1450)
- Tommaso De Regibus (14 octobre 1450 - 1483)
- Costantino Marenco  (20 février 1484 - 1497 )
- Ludovico Bruno (9 janvier 1499 - 1508 )
- Domenico Solino (28 juillet 1508 - 1534 )
- Pierre van der Worst (Vorstius) (20 février 1534 - 8 décembre 1548 )
- Bonaventura Fauno di Costacciara, O.F.M.Conv. (10 avril 1549 - 1558)
- Pietro Fauno di Costacciara (1558 - 1585 )
- Gian Francesco Biandrate di San Giorgio Aldobrandini (12 août 1585 - 1595 )
- Camillo Beccio, C.R.L. (1595 - 1620 )
- Gregorio Pedrocca, O.F.M. (1620 - 1632 ? )
- Felice Crova, O.F.M.Conv.  (3 juillet 1632 - 1645)
- Clemente dalla Chiesa (1645 - 1646)
- Giovanni Ambrogio Bicuti (ou Beccuti) (1647 - 1675 )
- Carlo Antonio Gozzano (1675 - 1721)
- Sede vacante (1721-1727)
- Giambattista Roero di Pralormo (1er octobre 1727 - 5 février 1744 )
- Alessio Ignazio Marucchi (15 avril 1744 - 13 mai 1754 )
- Carlo Giuseppe Capra (17 février 1755 - août 1773 )
- Giuseppe Anton Maria Corte, O.E.S.A. (13 septembre 1773 - 17 juillet 1783 )
- Carlo Luigi Buronzo del Signore (20 septembre 1784 - 26 septembre 1791 )
  - Sede vacante (1791-1796)
- Charles-Joseph Compans de Brichanteau (1796 - 1796 )
- Giacinto della Torre, O.E.S.A. (24 juillet 1797 - 1er février 1805)
- Maurice Jean Madeleine de Broglie (19 mai 1805 - 22 mars 1807 )
- Luigi Antonio Arrighi de Casanova (3 août 1807 - 28 décembre 1808 )
  - Giovanni Francesco Toppia (it) (1809 - 1817) (vicaire capitulaire)
- Carlo Giuseppe Maria Sappa de Milanes (1er octobre 1817 - 25 décembre 1834)
- Luigi Eugenio Contratto, O.F.M.Cap. (21 novembre 1836 - janvier 1868)
- Giuseppe Maria Sciandra (27 octobre 1871 - 1888 )
- Saint Joseph Marello (11 février 1889 - 30 mai 1895 )
- Pietro Balestra, O.F.M.Conv. (29 novembre 1895 - 17 décembre 1900)
- Disma Marchese (15 avril 1901 - 26 novembre 1925 )
- Lorenzo Del Ponte (14 mai 1926 - 1942 )
- Giuseppe Dell'Omo (12 mai 1943 - 1er juillet 1976 )
- Giuseppe Moizo (1er juillet 1976 - 2 février 1979 )
- Livio Maritano (30 juin 1979 - 9 décembre 2000 )
- Pier Giorgio Micchiardi (9 décembre 2000-19 janvier 2018)
- Luigi Testore (it) (depuis le 19 janvier 2018)